# Elle boit pas, elle fume pas, elle drague pas, mais… elle cause !
Pour plus de détails, voir Fiche technique et Distribution.
Elle boit pas, elle fume pas, elle drague pas, mais… elle cause ! est un film français réalisé par Michel Audiard, sorti en 1970. Comédie burlesque et d'humour noir, le personnage central est interprété par Annie Girardot. Mettant en vedette une partie de la même distribution et reprenant un titre proche, le film Elle cause plus... elle flingue également dialogué et réalisé par Audiard en 1972, ne traite toutefois pas de la même histoire, ni des mêmes personnages. 

## Synopsis
Germaine dite « Mémène », femme de ménage courageuse et appliquée, travaille pour trois principaux clients plus ou moins favorisés par la vie. M. Alexandre Liéthard, caissier suppléant à la prévoyance de crédit, obsédé sexuel piochant dans la caisse pour financer ses frasques; Francine Marquette, très séduisante présentatrice de télévision considérée comme la future Première dame de France; et M. Phalempin, éducateur d'enfants dans les quartiers défavorisés de la capitale.
Germaine apprend fortuitement et mémorise certains de leurs secrets intimes ou très confidentiels. Alexandre vient d'assassiner son supérieur hiérarchique à la banque et l'a enterré dans son jardin. L'éducateur Phalempin dissimule ses activités nocturnes comme artiste travesti, chantant déguisé en petite libellule avec tutu, dans un cabaret de la capitale. La speakerine Francine est une ancienne prostituée et elle a participé à des parties fines mettant notamment en cause plusieurs hommes politiques haut placés.
En révélant habilement au fur et à mesure ces différents secrets au détour de conversations plutôt anodines à ses clients, Germaine parvient à manipuler le caissier afin qu'il fasse chanter la présentatrice, laquelle fait chanter l'éducateur et lequel à son tour, entreprend de faire chanter le caissier.
Plusieurs épisode en boucle permettent de voir augmenter la mise de départ et les sommes réclamées et retransmises par chacun, deviennent considérables. Cette pression de plus en plus considérable débouche sur un dénouement et des règlements de compte dont Germaine se prépare à profiter.
Finalement, le caissier assassine l'éducateur maître-chanteur puis il se fait lui-même abattre par la célèbre présentatrice de télévision afin de préserver son heureux mariage avec le riche et honorable Georges de La Motte Brébière. Pour finir, Germaine sollicite adroitement la présentatrice et la met sous pression pour obtenir une rente lui permettant de réaliser son rêve, prendre une retraite plus qu'aisée sur la côte d'Azur, dans un palace de Monte-Carlo.

Principaux rôles
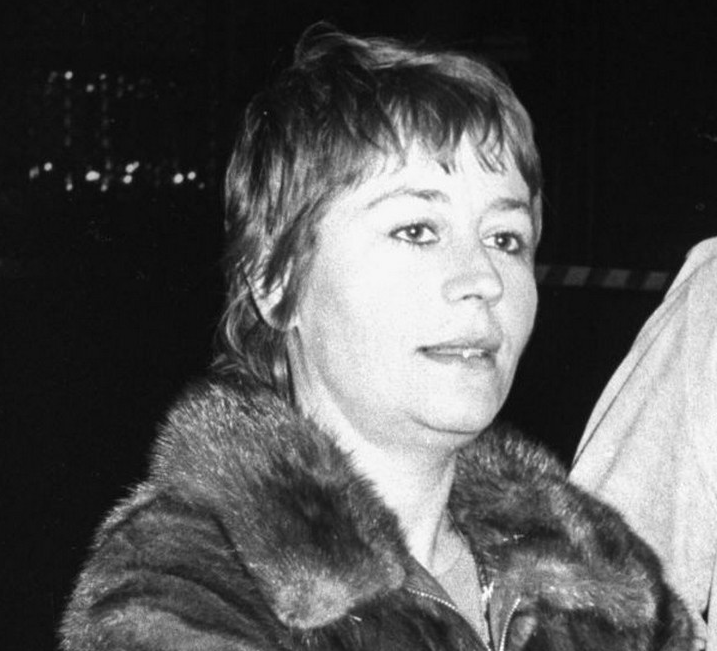
Annie Girardot (Germaine)
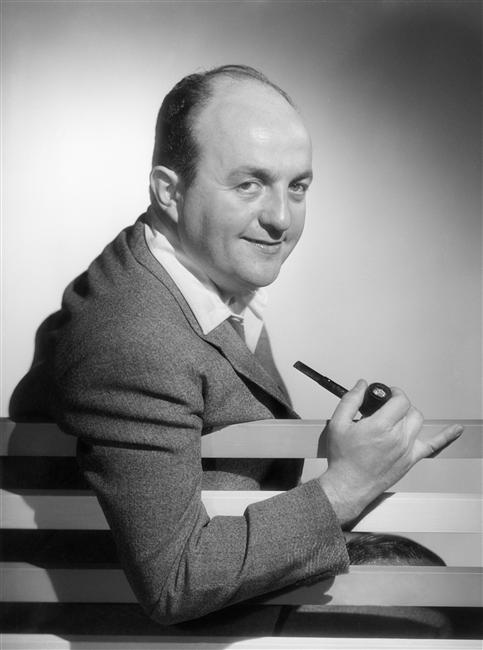
Bernard Blier (Alexandre Liéthard)
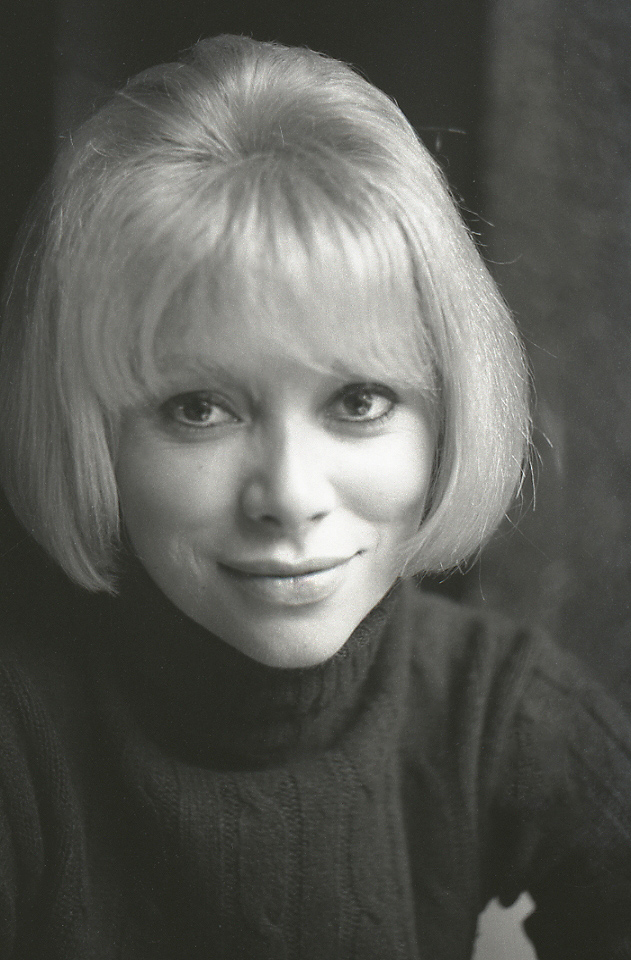
Mireille Darc (Francine Marquette)
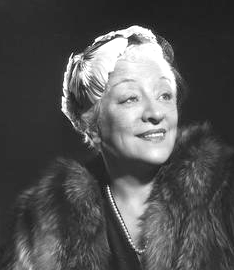
Françoise Rosay (Léontine Palpicart)
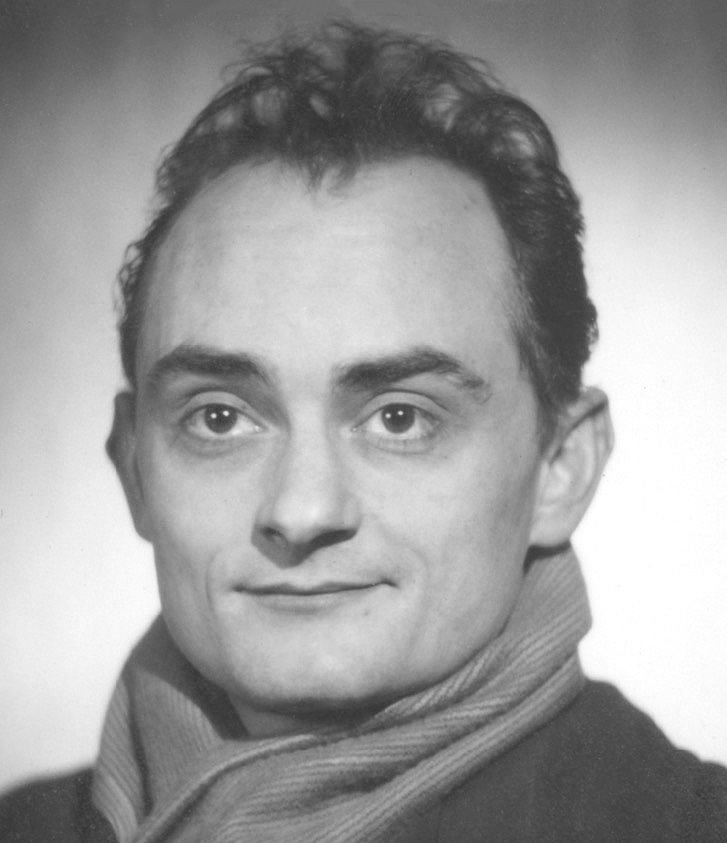
Sim (monsieur Phalempin, éducateur)
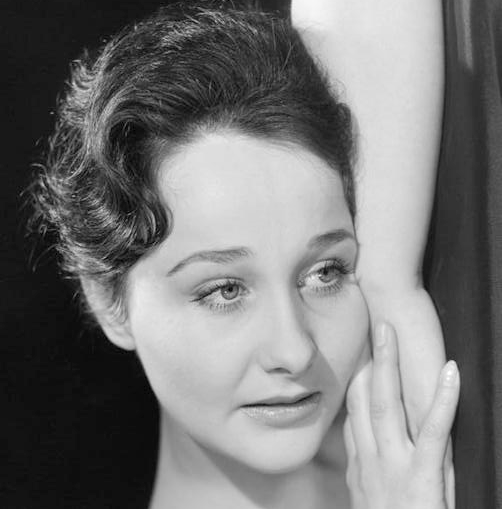
Catherine Samie (Jannou Mareuil)
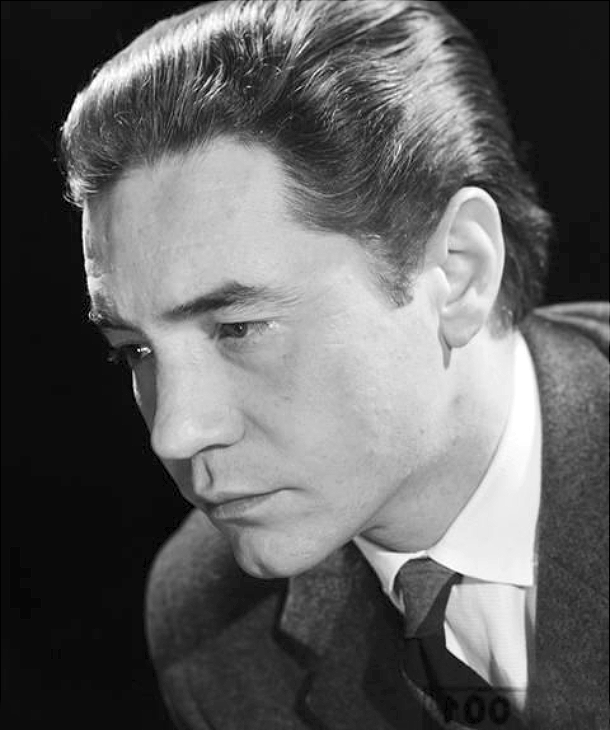
Jean-Pierre Darras (Georges de La Motte Brébière)
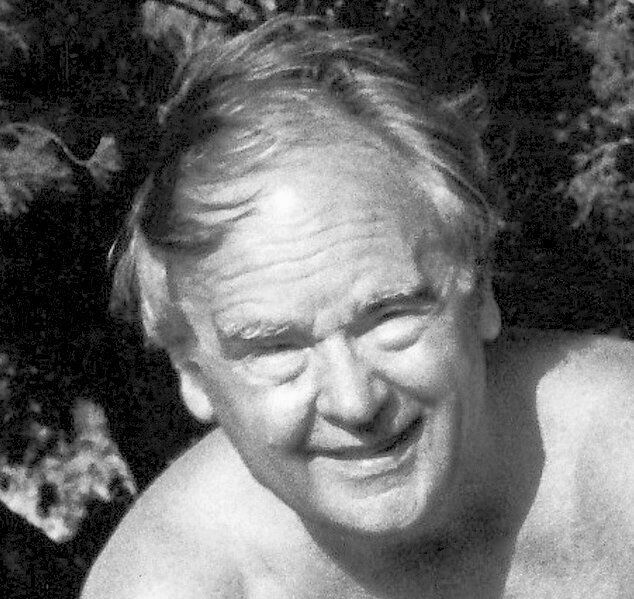
Jean Le Poulain (Gruson, employé de banque)
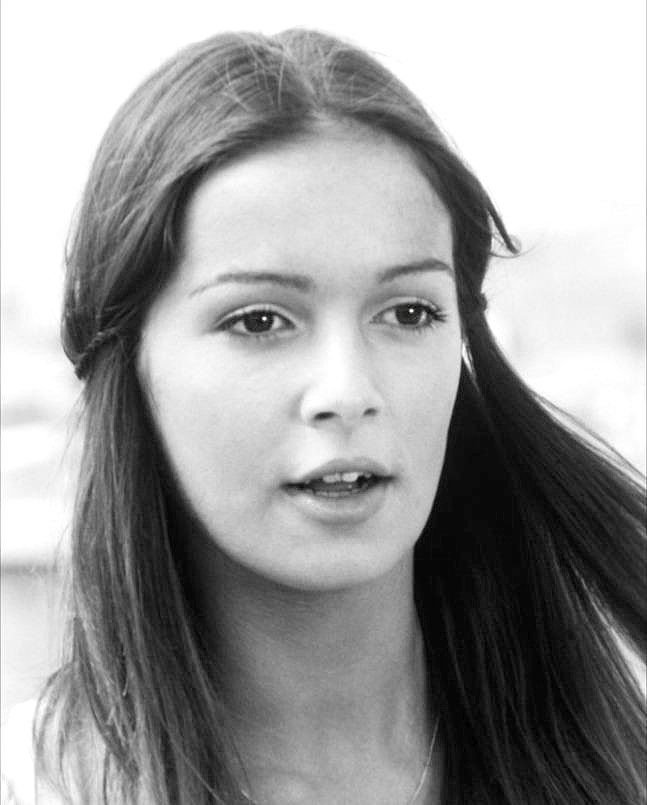
Anicée Alvina (Monique)
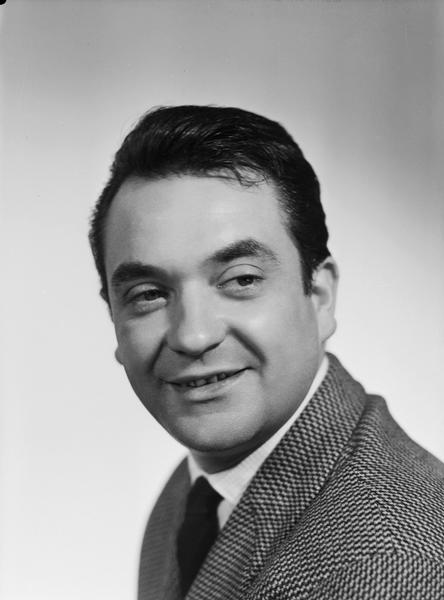
Jean Carmet (Marcel, barman)
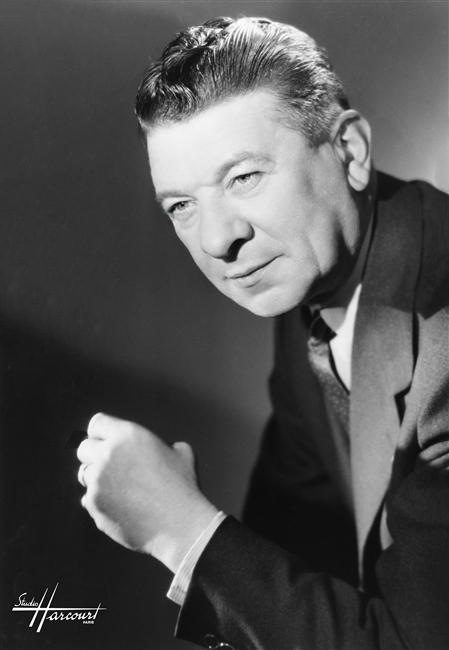
Robert Dalban (Belpech, employé de banque)
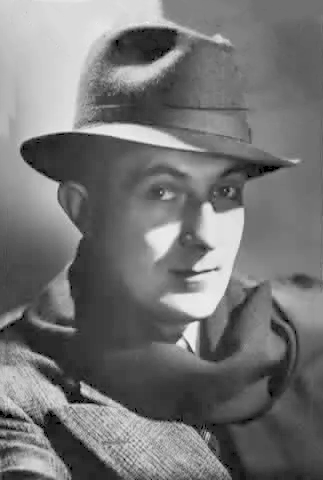
Daniel Lecourtois (Brimeux, PDG de banque)
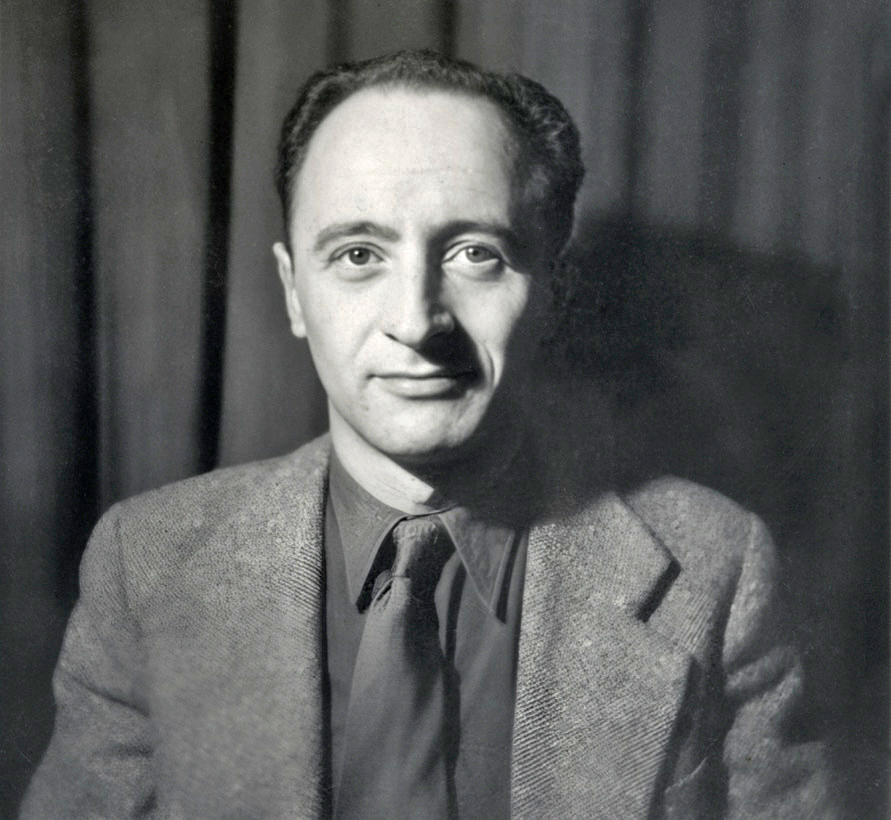
Michel Audiard (opérateur à la TV)

## Fiche technique
- Titre : Elle boit pas, elle fume pas, elle drague pas, mais… elle cause
- Réalisation : Michel Audiard
- Assistants réalisateur : Paul Nuyttens, Jean-Claude Sussfeld
- Scénario : Michel Audiard, Michel Lebrun et Jean-Marie Poiré, d'après un roman de Fred Kassak : Bonne vie et meurtres (éditions Presse de la cité)
  - Dialogues : Michel Audiard
- Musique : Georges van Parys (éditions Hortensia)
  - Chanson : La Libellule - paroles de Sim, musique Michèle Auzepy
- Photographie : Pierre Petit
  - Opérateur : Adolphe Charlet
- Montage : Monique Isnardon et Robert Isnardon
- Son : Guy Villette
- Décors : Jean d'Eaubonne
- Scripte : Suzanne Durrenberger
- Photographe de plateau : Marcel Dole
- Production : Alain Poiré
- Société de production : Gaumont
- Société de distribution : Gaumont Distribution
- Tournage dans les studios de Boulogne
- Enregistrement à l'auditorium Paris-Studio-Cinéma (studio de Billancourt)
- Tirage : laboratoire GTC de Joinville
- Pays d'origine :  France
- Langue originale : français
- Format : couleurs - 1,66:1 - 35 mm - mono
- Genre : comédie
- Durée : 85 minutes
- Dates de sortie :
  - France : 17 avril 1970
  - Pays-Bas : 3 septembre 1970

## Distribution
- Annie Girardot : Germaine, la femme de ménage d'Alexandre, Francine et monsieur Phalempin
- Bernard Blier : Alexandre Liéthard, caissier suppléant et obsédé sexuel
- Sim : monsieur Phalempin, éducateur le jour et chanteur travesti la nuit
- Mireille Darc : Francine Marquette, animatrice d'émission télévisée et ancienne participante aux « ballets roses »
- Catherine Samie : Jannou Mareuil, une ancienne collègue et copine de Francine
- Jean-Pierre Darras : Georges de La Motte Brébière, le futur mari de Francine
- Micheline Luccioni : Lucette, dite « Lulu », une amie « spéciale » d'Alexandre
- Jean Le Poulain : monsieur Gruson, le caissier principal, abattu par Alexandre
- Anicée Alvina : Monique, la jeune fille enceinte dans l'émission télévisée
- Jean Carmet : Marcel, barman du « Triolet »
- Robert Dalban : monsieur Belpech, le principal de la banque
- Évelyne Dress : la cliente de la banque au grand chapeau
- Agnès Duval : la vieille dame qui s'empoisonne
- Daniel Lecourtois : monsieur Brimeux, le PDG de la banque
- Monique Morisi : Juliette, la mère du "petit" Marcel
- Jean-Marie Rivière : Fernand, le compagnon complaisant de Lucette
- Dominique Zardi : le professeur de sciences naturelles dans la forêt de Fontainebleau
- Josée Yanne : la speakerine (non créditée)
- René Lebrun : un homme aux condoléances (non crédité)
- Jacques Hilling : le fêtard avec Francine (non crédité)
- Michel Audiard : un preneur de son à la télévision (caméo)
- Marc Doelnitz : l'artiste au perroquet à l'Alcazar (non crédité)
- Pierre Chevallier : (non crédité)

## Autour du film
Troisième réalisation d'Audiard, son plus grand succès en salles en tant que metteur en scène. Bien que le scénario soit supposément tiré d'une pièce radiophonique et d'un roman de Fred Kassak, ce dernier a toujours résolument rejeté toute parenté avec le film, « sans aucun rapport » avec son œuvre à lui. Le film sera suivi en 1972 par Elle cause plus... elle flingue, toujours réalisé par Michel Audiard avec Annie Girardot. Mais, contrairement à ce que laisse croire le titre, il ne s'agit aucunement d'une suite au film de 1970 : les personnages sont tous différents et l'intrigue n'a rien à voir avec celui-ci.
Michel Audiard fait un caméo en preneur de son à la télévision. Michel Audiard, antigaulliste, fait rédiger un éloge funèbre ironique du général de Gaulle par Lamotte-Brébière (« Les poètes voyaient en lui un grand soldat, les soldats un grand poète ») alors que de Gaulle n'était pas encore mort.
Gruson et Phalempin sont des noms de communes du Nord. Marquette est le nom porté par deux communes du département du Nord : Marquette-lez-Lille et Marquette-en-Ostrevant. Lamotte-Brebière est une commune de la Somme. Jean-Claude Sussfeld, assistant réalisateur, explique qu'il a été à l'origine de ces différents noms, qui étaient des gares sur un parcours qu'il effectuait fréquemment en train à l'époque[réf. souhaitée].
On peut distinguer certains noms de rue au détour d'un plan, il s'agit de romanciers qu'admire Michel Audiard : rue L.F. CELINE, café Le Triolet (Elsa Triolet) situé Boulevard Aragon, rue Marcel Aymé.
Actrice débutante, Anicée Alvina refera une apparition au cinéma dans Glissements progressifs du plaisir, un film d'Alain Robbe-Grillet et connaît une certaine popularité grâce à un feuilleton de télévision dont elle est l'héroïne : Les Quatre Cents Coups de Virginie. Elle est décédée d'un cancer en novembre 2006.
L'adaptation du roman de Fred Kassak a également été faite dans une pièce radiophonique diffusée dans la célèbre série Les Maîtres du mystère de Pierre Billard. Petit bijou d'humour noir, la pièce portait le titre Vocalises, par allusion aux maîtres chanteurs successifs. Un des personnages fait l'objet d'un chantage pour avoir participé dans sa jeunesse à l'affaire des ballets roses, référence générique à une affaire ayant défrayé la chronique en 1959.
La voiture cubique et transparente que pilote le personnage de Mireille Darc à deux reprises dans le film est un Quasar Unipower, véhicule créé par Khanh Nguyen Manh, dit « Quasar Khanh ».